# Férfi kenu egyes 1000 méter a 2008. évi nyári olimpiai játékokon
A 2008. évi nyári olimpiai játékokon a kajak-kenu férfi kenu egyes 1000 méteres versenyszámát augusztus 18. és 22. között rendezték a Shunyi olimpiai parkban. Az olimpiai bajnok Vajda Attila lett, aki ezzel megszerezte Magyarország első aranyérmét ezen az olimpián.
Minden kenus az előfutamokban kezdte a küzdelmeket. Az előfutamok győztesei automatikusan kvalifikálták magukat a döntőbe, a mögötte célba érő hat versenyző pedig valamelyik elődöntőbe jutott. A két elődöntő első három helyezettje csatlakozott a döntő mezőnyéhez.
Az előfutamokat augusztus 18-án, az elődöntőket augusztus 20-án, a döntőt augusztus 22-én bonyolították le.

## Eredmények
Az időeredmények másodpercben értendők. A rövidítések jelentése a következő:
- QF: döntőbe jutás helyezés alapján
- QS: elődöntőbe jutás helyezés alapján

### Előfutamok
| Helyezés | Név                    | Nemzet                        | Idő      | Mj       |
| 1. futam | 1. futam               | 1. futam                      | 1. futam | 1. futam |
| -------- | ---------------------- | ----------------------------- | -------- | -------- |
| 1.       | Vajda Attila           | Magyarország (HUN)            | 3:55,319 | QF       |
| 2.       | Florin Mironcic        | Románia (ROU)                 | 3:57,538 | QS       |
| 3.       | Marcin Grzybowski      | Lengyelország (POL)           | 4:02,010 | QS       |
| 4.       | Miķelis Ežmalis        | Lettország (LAT)              | 4:13,777 | QS       |
| 5.       | Torsten Lachmann       | Ausztrália (AUS)              | 4:15,188 | QS       |
| 6.       | José Cristóbal         | Mexikó (MEX)                  | 4:15,280 | QS       |
| 7.       | Fortunato Pacavira     | Angola (ANG)                  | 4:39,538 | QS       |
| 8.       | Sean Pangelinan        | Guam (GUM)                    | 4:49,284 |          |
| 2. futam |                        |                               |          |          |
| 1.       | Vadim Menkov           | Üzbegisztán (UZB)             | 3:56,793 | QF       |
| 2.       | Mathieu Goubel         | Franciaország (FRA)           | 3:56,972 | QS       |
| 3.       | Marián Ostrčil         | Szlovákia (SVK)               | 4:00,191 | QS       |
| 4.       | Aljakszandr Zsukovszki | Fehéroroszország (BLR)        | 4:01,380 | QS       |
| 5.       | Viktor Melantyjev      | Oroszország (RUS)             | 4:03,316 | QS       |
| 6.       | Nivalter Jesus         | Brazília (BRA)                | 4:17,407 | QS       |
| 7.       | Mihail Jemeljanov      | Kazahsztán (KAZ)              | 4:19,259 | QS       |
| 3. futam |                        |                               |          |          |
| 1.       | David Cal              | Spanyolország (ESP)           | 3:58,756 | QF       |
| 2.       | Andreas Dittmer        | Németország (GER)             | 4:00,505 | QS       |
| 3.       | Aldo Pruna             | Kuba (CUB)                    | 4:02,351 | QS       |
| 4.       | Thomas Hall            | Kanada (CAN)                  | 4:05,198 | QS       |
| 5.       | Andréasz Kilingarídisz | Görögország (GRE)             | 4:18,488 | QS       |
| 6.       | Jurij Cseban           | Ukrajna (UKR)                 | 4:23,188 | QS       |
| 7.       | Calvin Mokoto          | Dél-afrikai Köztársaság (RSA) | 4:33,887 | QS       |

### Elődöntők
| Helyezés | Név                    | Nemzet                        | Idő      | Mj       |
| 1. futam | 1. futam               | 1. futam                      | 1. futam | 1. futam |
| -------- | ---------------------- | ----------------------------- | -------- | -------- |
| 1.       | Thomas Hall            | Kanada (CAN)                  | 3:58,820 | QF       |
| 2.       | Florin Mironcic        | Románia (ROU)                 | 3:59,664 | QF       |
| 3.       | Aldo Pruna             | Kuba (CUB)                    | 4:01,754 | QF       |
| 4.       | Viktor Melantyjev      | Oroszország (RUS)             | 4:02,854 |          |
| 5.       | Marián Ostrčil         | Szlovákia (SVK)               | 4:03,696 |          |
| 6.       | José Cristóbal         | Mexikó (MEX)                  | 4:04,267 |          |
| 7.       | Jurij Cseban           | Ukrajna (UKR)                 | 4:06,095 |          |
| 8.       | Mihail Jemeljanov      | Kazahsztán (KAZ)              | 4:16,813 |          |
| 9.       | Miķelis Ežmalis        | Lettország (LAT)              | 4:16,820 |          |
| 2. futam |                        |                               |          |          |
| 1.       | Mathieu Goubel         | Franciaország (FRA)           | 3:57,607 | QF       |
| 2.       | Andreas Dittmer        | Németország (GER)             | 3:58,595 | QF       |
| 3.       | Aljakszandr Zsukovszki | Fehéroroszország (BLR)        | 3:58,851 | QF       |
| 4.       | Marcin Grzybowski      | Lengyelország (POL)           | 4:00,226 |          |
| 5.       | Andréasz Kilingarídisz | Görögország (GRE)             | 4:04,627 |          |
| 6.       | Torsten Lachmann       | Ausztrália (AUS)              | 4:09,792 |          |
| 7.       | Nivalter Jesus         | Brazília (BRA)                | 4:12,556 |          |
| 8.       | Calvin Mokoto          | Dél-afrikai Köztársaság (RSA) | 4:26,650 |          |
| 9.       | Fortunato Pacavira     | Angola (ANG)                  | 4:40,697 |          |

### Döntő
| Helyezés | Név                    | Nemzet                 | Idő      | Mj |
| -------- | ---------------------- | ---------------------- | -------- | -- |
| Arany    | Vajda Attila           | Magyarország (HUN)     | 3:50,467 |    |
| Ezüst    | David Cal              | Spanyolország (ESP)    | 3:52,751 |    |
| Bronz    | Thomas Hall            | Kanada (CAN)           | 3:53,653 |    |
| 4.       | Vadim Menkov           | Üzbegisztán (UZB)      | 3:54,237 |    |
| 5.       | Aljakszandr Zsukovszki | Fehéroroszország (BLR) | 3:55,645 |    |
| 6.       | Florin Mironcic        | Románia (ROU)          | 3:57,876 |    |
| 7.       | Mathieu Goubel         | Franciaország (FRA)    | 3:57,889 |    |
| 8.       | Andreas Dittmer        | Németország (GER)      | 3:57,894 |    |
| 9.       | Aldo Pruna             | Kuba (CUB)             | 3:59,087 |    |